# Lunner
Lunner er både en kommune og en by i Akershus fylke i Norge. Administrationscenteret, Roa, ligger 55 km nord for Oslo, 67 km syd for Gjøvik og 30 km vest for Gardermoen. Kommunen grænser i nord til Gran, i øst til Nannestad, i syd til Nittedal og Oslo, og i vest til Ringerike og Jevnaker. Gjøvikbanen og Bergensbanen går gennem kommunen med centralt knudepunkt i Roa. Frem til 2020 tilhørte Lunner Oppland fylke og var en del af Viken fylke frem til 1. januar 2024. Da Viken blev opløst i 2024 blev kommunen en del af Akershus fylke.

## Areal og befolkning
Lunner kommune er den sydligste af kommunene i det tidligere Oppland fylke og tilhører regionen Hadeland, som består af kommunene Gran, Jevnaker og Lunner. Omkring 77 % af arealet er dækket af skov, 9% er dyrket mark og kornarealet udgør ca. 71% af det dyrkede areal. Resten er byer og vand. De største arbejdspladser i Lunner er Lunner kommune med ca. 460 årsværk og Solhaugen Miljøhjem Non Profit AS med ca. 80 ansatte. Lunner Almenning med datterselskaper har ca. 25 ansatte. Lunner Almenning ejer ca. 1/3 af kommunens areal. De fleste indbyggerne i Lunner kommune bor i byerne Harestua, Grua, Roa og Lunner. Andre, mindre steder er Stryken, Bjørgeseter, Oppdalen, og Grindvoll

## Historie
Det store Vestbyfundet fra yngre bronzealder blev fundet ved gården Vestby i Lunner kommune. Dette er i dag udstillet i Historisk museum i Oslo.
I 1500-tallet blev der brudt jernmalm i fjeldet i Gruaområdet. Blymalm blev brudt i 1600-tallet frem til midten af 1800-tallet.
zinkforekomster er brudt fra 1880'erne frem til nedlæggelsen af al grubevirksomhed i 1927.
Nyseter gruber hvor zinken blev hentet ud, bruges i dag ved rundvisninger for Hadeland Bjergværksmuseum.

## Seværdigheder
- Lunner kirke, en norsk middelalderkirke i sten med indlagt glasgulv over den gamle tårnfod
- Hadeland Bjergværksmuseum
- Solobservatoriet på Harestua

## Personer fra Lunner
- Victor Lind (1940-), kunstmaler[4]